# Giro de Lombardía 1933
El Giro de Lombardía 1933 fue la 29.ª edición del Giro de Lombardía. Esta carrera ciclista organizada por La Gazzetta dello Sport se disputó el 15 de octubre de 1933 con salida y llegada a Milán después de un recorrido de 230 km.
El italiano Domenico Piemontesi (Gloria) conseguía imponerse en la línea de meta a sus compatriotas Luigi Barral (Olympia) y Pietro Rimoldi (Bianchi).

## Desarrollo
En los primeros quilómetros escapan Canazza y Brambilla pero son atrapados y superados por Piemontesi y Casini. Este no pudo con el ritmo de Piemontesi y pierde rueda. Por detrás se crea un grupo de persecución formado por Barral, Rimoldi y Sella que cogen a Piemontesi antes de la subida a Brinzio. En este puerto se decide la prueba, ya que Rimoldi y Sella quedan descolgados mientras que Barral y Piemontesi se entienden para jugársela en el esprint final en la Arena de Milán donde se impone Piemontesi.

## Clasificación general
| Posición | Ciclista            | Equipo     | Tiempo     |
| -------- | ------------------- | ---------- | ---------- |
| 1        | Domenico Piemontesi | Gloria     | 7h 02' 44" |
| 2        | Luigi Barral        | Olympia    | m. t.      |
| 3        | Pietro Rimoldi      | Bianchi    | + 6' 00"   |
| 4        | Nino Sella          | Olympia    | m. t.      |
| 5        | Bernardo Rogora     | Gloria     | + 6' 20"   |
| 6        | Mario Cipriani      | Ganna      | m. t.      |
| 7        | Giovanni Cazzulani  | Individual | m. t.      |
| 8        | Giovanni Firpo      | Gloria     | m. t.      |
| 9        | Giuseppe Graglia    | Bestetti   | + 11' 00"  |
| 10       | Renato Scorticati   | Individual | m. t.      |